# Puccinia zexmeniae
Puccinia zexmeniae ist eine Ständerpilzart aus der Ordnung der Rostpilze (Pucciniales). Der Pilz ist ein Endoparasit der Korbblütlergattung Zexmenia. Symptome des Befalls durch die Art sind Rostflecken und Pusteln auf den Blattoberflächen der Wirtspflanzen. Sie ist in weiten Teilen Amerikas verbreitet.

## Merkmale

### Makroskopische Merkmale
Puccinia zexmeniae ist mit bloßem Auge nur anhand der auf der Oberfläche des Wirtes hervortretenden Sporenlager zu erkennen. Sie wachsen in Nestern, die als gelbliche bis braune Flecken und Pusteln auf den Blattoberflächen erscheinen.

### Mikroskopische Merkmale
Das Myzel von Puccinia zexmeniae wächst wie bei allen Puccinia-Arten interzellulär und bildet Saugfäden, die in das Speichergewebe des Wirtes wachsen. Ihre Spermogonien wachsen beidseitig auf der Oberfläche der Wirtsblätter. Die beidseitig wachsenden Aecien der Art sind zylindrisch und weißlich, sie stehen in kleinen Gruppen entlang der Blattadern. Ihre hyalinen Aeciosporen sind 20–30 × 15–19 µm groß, kugelig bis langellipsoid und warzig. Die beid- oder vorwiegend blattoberseitig wachsenden Uredien des Pilzes sind zimtbraun. Die hell zimtbraunen Uredosporen der Art sind 20–28 × 16–23 µm groß, fast kugelig bis ellipsoid und stachelwarzig. Die beidseitig wachsenden Telien der Art sind schwarzbraun, pulverig und unbedeckt. Die dunkel kastanienbraunen Teliosporen sind zweizellig, in der Regel ellipsoid bis breitellipsoid, runzlig und meist 22–44 × 23–28 µm groß. Ihre Stiele sind meist farblos und bis zu 150 µm lang.

## Verbreitung
Das bekannte Verbreitungsgebiet von Puccinia zexmeniae reicht von Zentralmexiko bis ins südliche Arizona.

## Ökologie
Die Wirtspflanzen von Puccinia zexmeniae sind diverse Zexmenia-Arten. Der Pilz ernährt sich von den im Speichergewebe der Pflanzen vorhandenen Nährstoffen, seine Sporenlager brechen später durch die Blattoberfläche und setzen Sporen frei. Die Art durchläuft einen makrozyklischen Entwicklungszyklus mit Spermogonien, Aecien, Telien und Uredien. Als autöker Parasit macht sie keinen Wirtswechsel durch.